# Fdisk
fdisk är en typ av datorprogram som manipulerar partitionstabeller i en dators MBR. Innan en hårddisk kan användas måste den delas upp i en eller flera logiska diskar, kallade partitioner. Denna uppdelning beskrivs i partitionstabellen, som hittas i sektor 0 på disken.

## fdisk i DOS
I de många DOS-operativsystemen inklusive MS-DOS, PC-DOS och DR-DOS används en partitionstabellsredigerare vid namn fdisk.exe. Namnet kommer från IBMs vana att kalla hårddiskar för fixed disks. DOS fdisk klarar bara av att skapa FAT-partitioner, vilket är det filsystem DOS använder.
En vidarebyggning av MS-DOS fdisk följde med Windows 95, Windows 98, och Windows Me. Versioner med Windows 95B eller högre hade kapabilitet att redigera FAT32-partitioner.
FreeDOS har sin egen officiella Free FDISK som har många funktioner, och är fri mjukvara.

## fdisk i Linux/Unix
Under unix-lika operativsystem existerar flera olika program som kallas fdisk eller något liknande, alla med olika styrkor och svagheter. De flesta styrs helt från kommandoraden. cfdisk är en, vanligt förekommande, variant med ett enklare, textbaserat, menydrivet användargränssnitt (liknande det i senare versioner av MS-DOS).
Om ett program som heter fdisk inte existerar i systemet, är ofta filnamnet fdisk länkat till ett annat program med liknande funktionalitet. 
GNU Parted är ett alternativt program, som ger mer möjligheter än fdisk, till exempel kan man ändra storlek på partitioner medan de används (om filsystemen på dem tillåter det). Till det existerar också grafiska användargränssnitt som gparted och qtparted.
För att enkelt ta reda på vilka varianter av fdisk som finns på det system du använder, kör man -k fdisk från kommandoraden. Sedan tar du reda på vilka växlar som gäller för just den version av fdisk du vill använda, genom att köra man för det kommandot.